# Mai 1998
Acest articol este generat integral pe baza informațiilor din articolul 1998 și este actualizat periodic de un robot.
 Editările făcute în articol vor fi șterse la următoarea actualizare! Dacă doriți să faceți modificări, editați articolul-sursă.

ianuarie -
februarie -
martie -
aprilie -
mai -
iunie -
iulie -
august -
septembrie -
octombrie -
noiembrie -
decembrie
Mai 1998 a fost a cincea lună a anului și a început într-o zi de vineri.

## Evenimente
- 14 mai: Este inaugurat primul hotel de cinci stele din România, Athénée Palace – București Hilton, construit în 1924 și extins în 1936 și 1965.
- 22 mai: CSAT decide desființarea Direcției Speciale de Informații („Doi și-un Sfert”) din cadrul Ministerului de Interne, motivând că unitatea, care a fost înființată după 1990, ar fi preluat în rândurile sale foști ofițeri de securitate și că și-a depășit atribuțiile legale.[1]
- 28 mai: Oficialitățile militare din Pakistan au efectuat primele teste de arme nucleare.
- 29 mai: În dosarul SAFI, inculpatul principal este fostul administrator al SAFI SA și SAFI Invest, George Danielescu. El este acuzat de înșelăciune, fals intelectual, folosirea creditului cu rea-voință. SAFI a păgubit 222.619 de investitori cu suma de aproape 60 milioane dolari.[1]

## Nașteri
- 5 mai: Aryna Sabalenka, jucătoare de tenis bielorusă
- 11 mai: Viktória Kužmová, jucătoare de tenis slovacă
- 13 mai: Luca Zidane, fotbalist francez
- 15 mai: Nicolae Ciprian Daroczi, bober român
- 22 mai: Gabriel Simion, fotbalist român
- 22 mai: Alexandra Badea, handbalistă română
- 22 mai: Carmel Buckingham, cântăreață
- 26 mai: Vladimir Arzumanian, cântăreț armean
- 26 mai: Jacob Barnett, fizician american
- 29 mai: Andreea Munteanu, gimnastă artistică română

## Decese
- 2 mai: Hide (Hideto Matsumoto), 33 ani, muzician japonez (n.1964)
- 3 mai: Gojko Šušak, 53 ani, politician croat (n. 1945)
- 4 mai: David Abramovici Kirjniț, 71 ani, fizician rus de etnie evreiască (n. 1926)
- 7 mai: Allan McLeod Cormack, 74 ani, fizician american de origine sud-africană, laureat al Premiului Nobel (1979), (n. 1924)
- 9 mai: Lucian Bratu, 73 ani, regizor român de film (n. 1924)
- 10 mai: Cesare Perdisa, 65 ani, pilot italian de Formula 1 (n. 1932)
- 14 mai: Frank Sinatra (n. Francis Albert Sinatra), 82 ani, cântăreț, actor, producător și crooner american, laureat al Premiului Oscar (1953), (n. 1915)
- 16 mai: Idov Cohen, 88 ani, politician israelian (n. 1909)
- 26 mai: Ștefan Bănulescu, 71 ani, scriitor român (n. 1926)
- 29 mai: Bujor Almășan, 74 ani, inginer român (n. 1924)